# Riu Bârlad
El Bârlad és un riu a l'est de Romania, afluent esquerre del riu Siret. La seva longitud total és de 207 km, i la seva superfície de drenatge és de 7,220 km².
El seu naixement es troba als turons baixos entre els rius Siret i Prut, al sud-oest de Iași. Flueix generalment cap al sud, a través de les ciutats de Negrești, Vaslui, Bârlad i Tecuci. El Bârlad travessa els comtats romanesos de Neamț, Vaslui i Galați. Desemboca al Siret prop de Suraia.

## Afluents
Els següents rius són afluents del riu Bârlad (des de la font fins a la desembocadura): [2]
Esquerra: Bozieni, Gârboveta, Hăușei, Găureni, Sacovăț, Velna, Stavnic, Rebricea, Uncești, Telejna, Vaslui, Crasna, Albești, Idrici, Văleni, Petrișoara, Banca, Bujoreni, Zorleni, Trestiana, Bărăță, Bârzotel, Jaravăț, Bârzotel Bălăneasa, Gârbovăț, Corozel
Dreta: Purcica, Poiana Lungă, Bârzești, Stemnic, Racova, Chițoc, Ghilăhoi, Chițcani, Pârvești, Horoiata, Simila, Valea Seacă, Tutova, Pereschiv, Lupul, Berheci, Blăneasa, Prisaca, Tecucel